# Todophora nigricans
Todophora nigricans är en insektsart som först beskrevs av Matsumura 1904.  Todophora nigricans ingår i släktet Todophora och familjen spottstritar. Inga underarter finns listade i Catalogue of Life.